# Ingele Ifoto
Jean-Marie Ingele Ifoto, né le 12 août 1957, est un homme politique congolais (Congo-Kinshasa). Il occupe le poste de ministre de l'Énergie dans le gouvernement Tshibala du 9 mai 2017 au 21 février 2019,.